# هارولد سيمبسون
هارولد سيمبسون (بالإنجليزية: Harold Simpson)‏ (27 يناير 1879 - 16 مارس 1924 في المملكة المتحدة) هو لاعب كريكت بريطاني (وحمل سابقاً جنسية المملكة المتحدة لبريطانيا العظمى وأيرلندا).